# لغات جرمانية شرقية
اللغات الجرمانية الشرقية هي مجموعة من اللغات الجرمانية البائدة التي تحدثت بها الشعوب الجرمانية الشرقية في عصور ماضية. تعتبر اللغة القوطية بالإضافة إلى شقيقتها لغة القرم القوطية اللغات الجرمانية الشرقية الوحيدة التي عرفت لها نصوص مكتوبة. أما باقي اللغات فيفترض أنها تتبع الفرع الجرماني الشرقي وتشمل اللغات الوندالية والبورغوندية. يعتقد أن لغة القرم القوطية وهي آخر لغة شرق ألمانية انقرضت، استمرت إلى غاية القرن الثامن عشر في مناطق معزولة في شبه جزيرة القرم.

## التاريخ

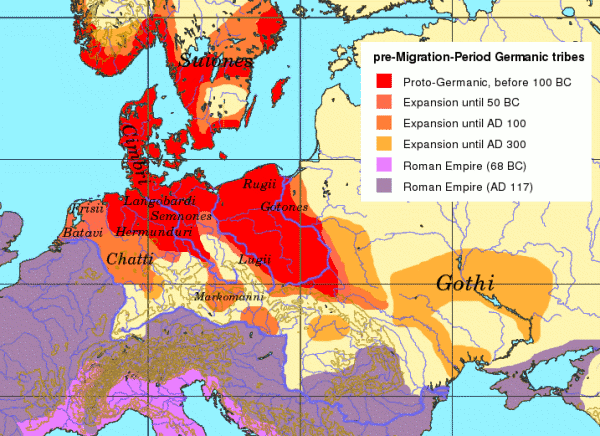
الأراضي التي سكنتها القبائل الجرمانية الشرقية ، ما بين 100 قبل الميلاد و 300 م.

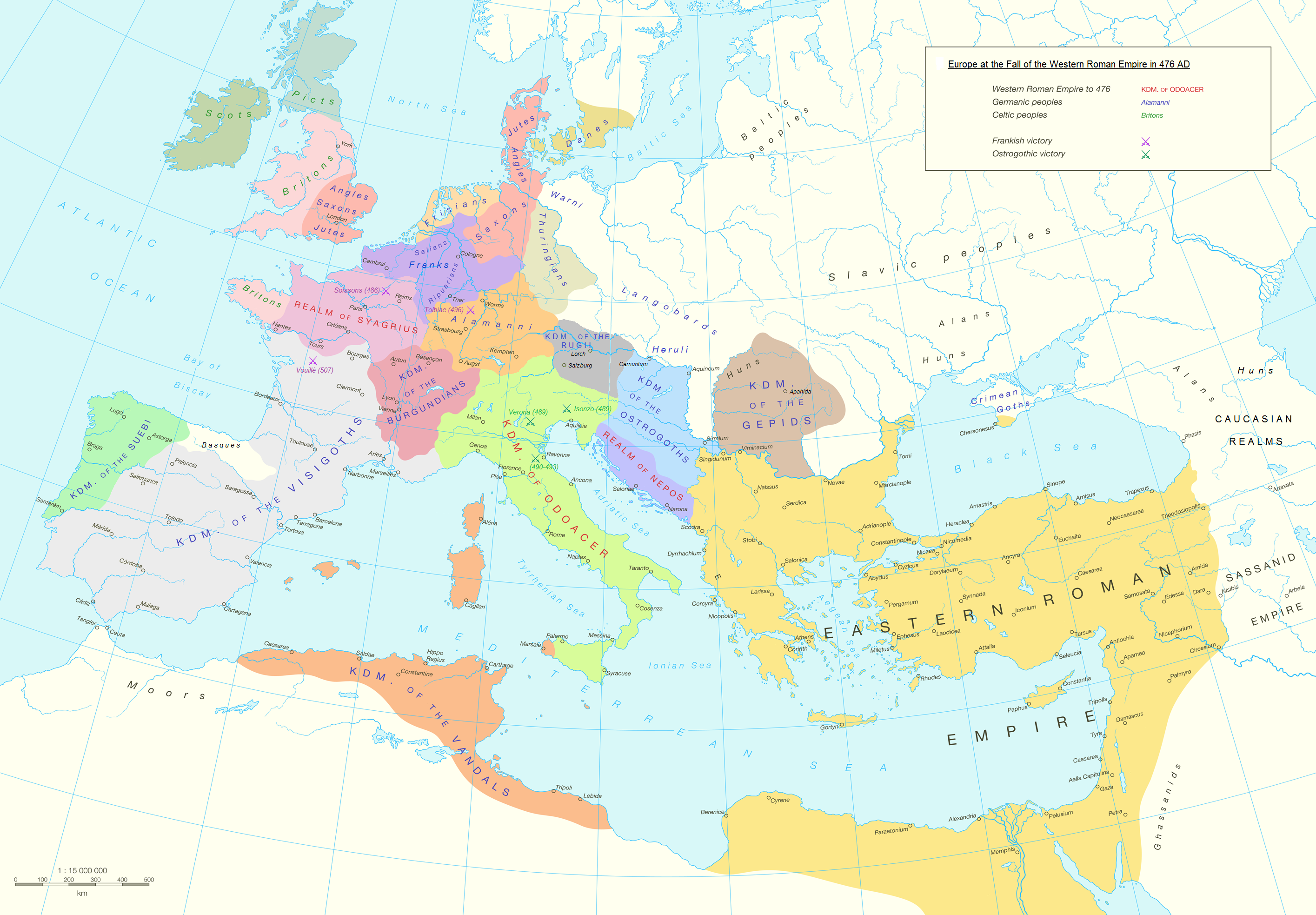
أوروبا عام 476 م حيث توزعت الممالك والقبائل الجرمانية في جميع أنحاء أوروبا.

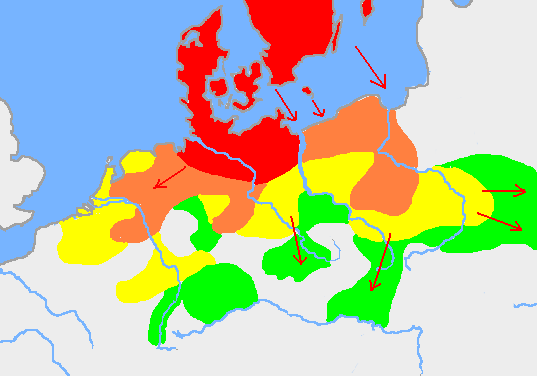
اتساع رقعة تواجد القبائل الجرمانية 750 BCE – 1 CE (نقلا عنPenguin Atlas of World History 1988):
مستعمرات ماقبل 750 ق.م
مستعمرات جديدة بحلول 500 ق.م
مستعمرات جديدة بحلول 250 ق.م
مستعمرات جديدة بحلول 1 م.

لعدة سنوات، كانت النظرية الأكثر قبولًا بشأن أصل اللغات الجرمانية (بما في ذلك الجرمانية الشرقية) هي ما يُعرف بـ"فرضية القوطية الشمالية". تفترض هذه الفرضية أن تلك اللغات نشأت خلال العصر البرونزي الإسكندنافي في جنوب الدول الإسكندنافية وعلى طول الساحل الشمالي لألمانيا. تشير كتابات كل من بومبونيوس ميلا وبليني الأكبر وتاسيتس في القرن الأول الميلادي إلى تقسيم الشعوب الناطقة بالجرمانية إلى مجموعات كبيرة ذات أصول وثقافات مشتركة. وقد انعكس هذا التقسيم لاحقًا في التصنيفات الحديثة للغات الجرمانية.  
استنادًا إلى روايات يوردانوس وبروكوبيوس وبول الشماس فضلًا عن الأدلة اللغوية والجغرافية والأثرية، يُعتقد أن القبائل الجرمانية الشرقية التي تحدثت لغات مرتبطة بالجرمانية الشمالية، هاجرت من الدول الإسكندنافية إلى المناطق الواقعة شرق نهر إلبه. في الواقع، فان التأثير الاسكندنافي في منطقة بوميرانيا وشمال بولندا الحالية ابتداء من العصرالثالث وما بعده كان كبيرًا جدًا لدرجة أن هذه المنطقة يمكن اعتبارها في بعض الأحيان منتمية إلى ثقافة العصر البرونزي الشمالي (Dabrowski 1989: 73).

## الفروع
بعض القبائل التي يحتمل أن تكون قد تكلمت اللغة الجرمانية الشرقية:
- الباستارنيون
- البورجنديون
- القوط
  - الطرونجيون
  - الجروثونجيون
  - القوط الغربيون
  - القوط الشرقيون
  - قوط القرم
  - الغبيديون
- االهيروليون
- الليموفيون
- اللوجيون
  - البوريون
  - الديدونيون
  - الهاريون
  - الهيليزيون
  - الهيلفيكونيون
  - المانيميون
  - الناهانارفاليون
- الروجيون
- السكيريون
- الوندال
  - الهازدينكيون
  - السيلينجيون
- الفيديفارون